# Repubblica di Pisa
La Repubblica di Pisa, anche conosciuta come Prima Repubblica Pisana, fu un antico Stato indipendente, esistito dall'XI al XV secolo. 
Intorno al 1000 Pisa divenne una delle maggiori repubbliche marinare italiane. Nata come repubblica consolare, progressivamente, il governo degli Anziani andò sempre più sottoposto all'autorità di una figura signorile.

## Storia

### XI secolo, la nascita della repubblica
La Repubblica Pisana nacque nell'XI secolo. In questo periodo storico Pisa intensificò i propri commerci nel Mar Mediterraneo e finì per scontrarsi più volte con l'Emirato di Sicilia, risultando inizialmente soccombente nel 985 e poi vittoriosa nel 1005 a Reggio Calabria, nel 1034 a Bona nell'Africa settentrionale, nel 1064 a Palermo, nel 1087 a Mahdia nell'attuale Tunisia. 
In questa prima espansione, a partire dalla fine dell'XI secolo, Pisa si ritrovò spesso alleata con la nascente potenza degli Altavilla del Regno di Sicilia, come per esempio nella presa di Palermo.
Nel 1016 Pisa e Genova, tra loro alleate, sconfissero i saraceni e acquisirono il controllo pressoché totale del mar Tirreno. Le due repubbliche marinare intrapresero inoltre la loro penetrazione prima commerciale e poi politica in Corsica e in Sardegna. 

### XII secolo
Nel 1116 Pisa libera le Baleari. Questa spedizione è celebrata nel Gesta Triumphalia per Pisanos e in un poema epico, il Liber Maiolichinus, composti negli anni 1113-1115.
La Repubblica di Pisa, il cui porto alla foce dell'Arno si affacciava sul mare, raggiunge così l'apice del suo splendore tra il XII e il XIII secolo: le sue navi controllano gran parte del Mediterraneo occidentale e centrale.

### La battaglia della Meloria, nel 6 agosto 1284

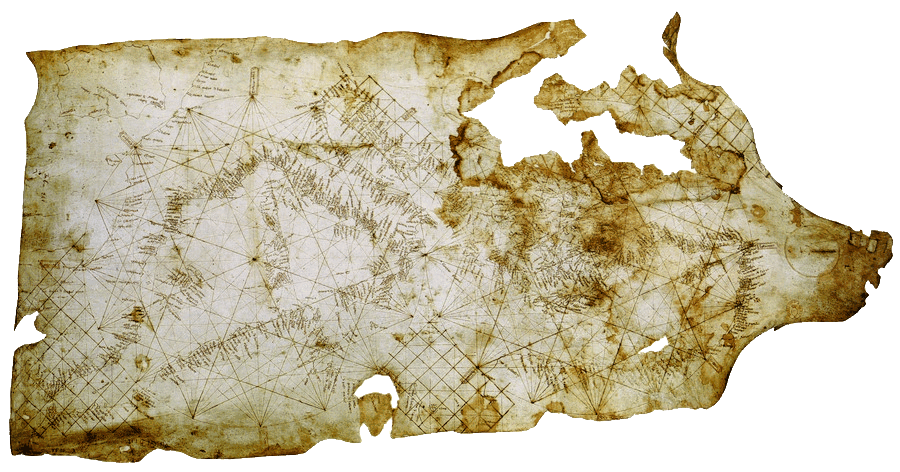
Carta pisana, 1296

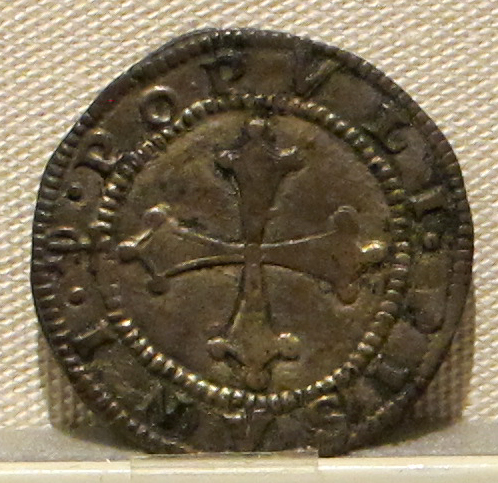
Moneta pisana
argento, inizio del XIV secolo

Ma la rivalità tra Pisa e Genova si acuì nel XIII secolo e sfociò nella battaglia navale della Meloria (1284), combattuta proprio davanti al porto pisano, che segnò l'inizio del declino della potenza della città, con la rinuncia a ogni pretesa sulla Corsica e con la cessione a Genova di una parte della Sardegna (1299).
Inoltre, dal 1323, iniziò la conquista aragonese della Sardegna, che privò la città rossocrociata del dominio sui giudicati di Cagliari e di Gallura.

### La fine della repubblica e il dominio fiorentino
Vista la gravosa situazione economica e politica dell'ormai decadente Repubblica, il 13 febbraio 1399, il signore di Pisa Gherardo Leonardo d'Appiano cedette la città e il contado per la cifra di 200.000 fiorini d'oro a Gian Galeazzo Visconti del ramo pisano dei Visconti per farsi signore di Piombino e ottenere la nomina a conte palatino.
Il controllo della Repubblica da parte dei Visconti durò poco, infatti Pisa mantenne la sua indipendenza e il dominio su quella parte di costa toscana e oltre fino al 1406, quando fu occupata dai mercenari Angelo Tartaglia e Muzio Attendolo Sforza che disposero l'annessione alla Repubblica Fiorentina.
Con la dominazione fiorentina iniziò un declino inarrestabile della città che, nelle arti, aveva diffuso lo stile architettonico romanico pisano anche nelle isole e nelle chiese sarde.
Soffocati i traffici commerciali e mercantili, che avevano contraddistinto per secoli la sua efficienza, alcune delle più importanti famiglie pisane, per sfuggire alla morsa fiorentina, emigrarono all'estero o in altri Stati italiani, in particolare in Sicilia.
A Palermo a partire dai primi anni del XV secolo, si trasferirono così gli Alliata, i Vanni, i Damiani, gli Agnelli, i Corvini, i Bonanni (poi anche in Abruzzo), gli Upezzinghi, i Galletti, i da Settimo, i Gambacorti (prima a Napoli), i Palmerini, i del Tignoso, i Vernagalli, i Mastiani, i Pandolfini, i Grassolini, i da Vecchiano, i Bernardi, e molte altre famiglie.

Firenze fu scelta come residenza dai della Gherardesca, i Compagni, i Caetani, mentre a Roma si trapiantarono i Lante, i Roncioni, gli Angeli, i Campiglia Ceuli.

## Territorio e amministrazione

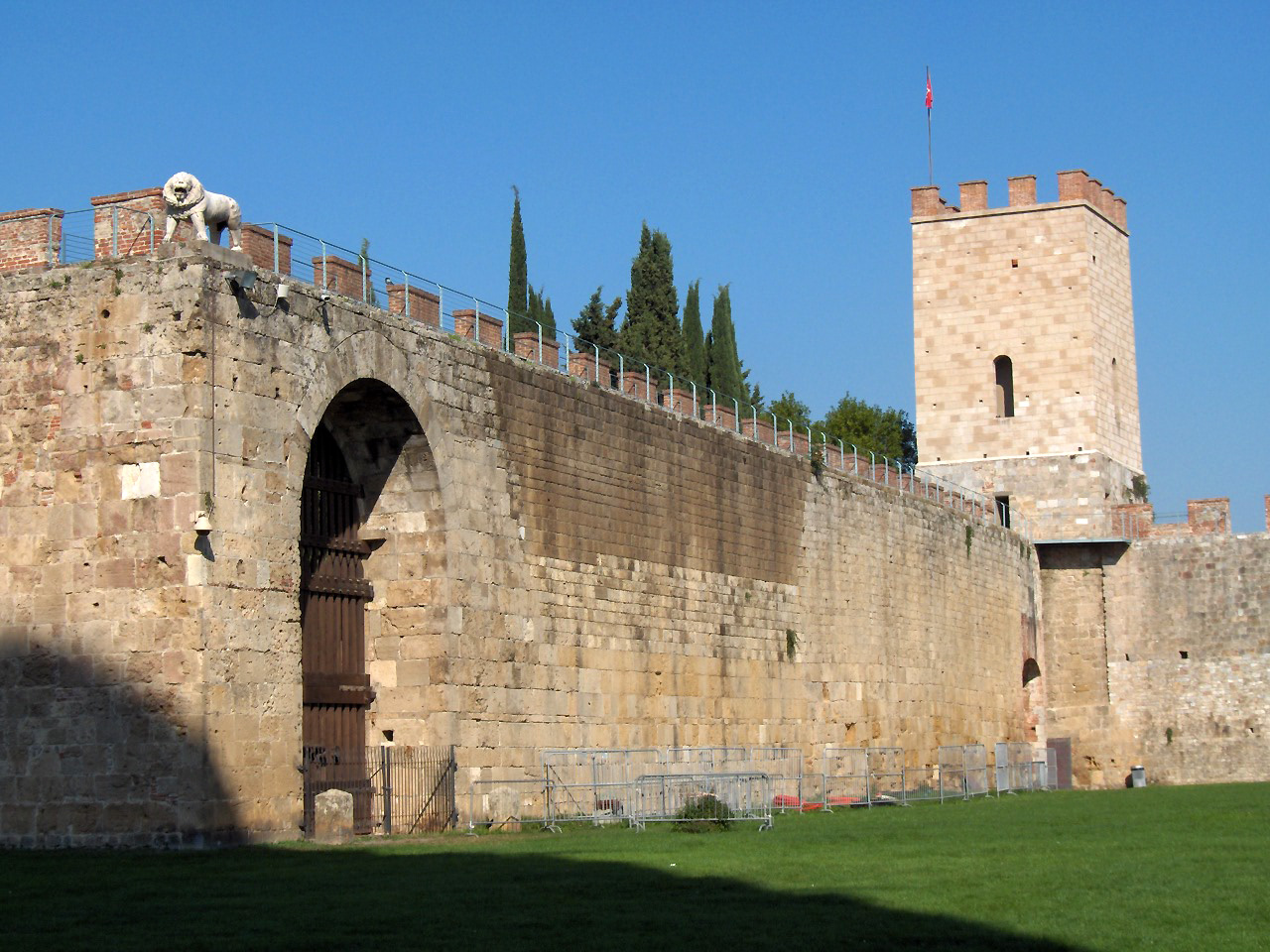
Torrione e mura di Pisa

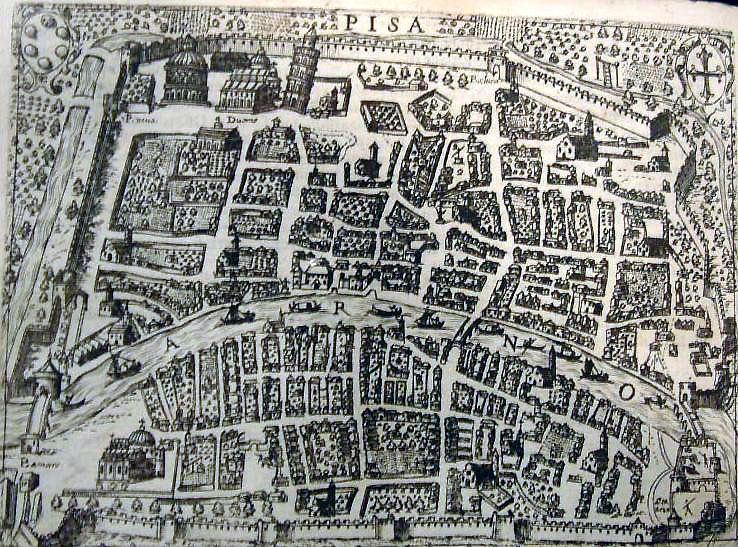
Antica mappa di Pisa

Il territorio sottoposto alla città marinara ha avuto nei secoli importanti variazioni. Nel periodo di grande espansione politica ed economica la repubblica aveva propri consoli con fattorie commerciali e fondachi in molte località marittime (Gaeta, Napoli, Salerno, Messina, Palermo, Trapani, Mazzara, fino a Tunisi) con significative presenze nel Levante, nell'Impero bizantino e negli Stati crociati della Palestina, dove le truppe pisane furono tra le prime nel conquistare Gerusalemme nel 1099 (Costantinopoli, Antiochia, Laodicea, Tiro, San Giovanni d'Acri, Giaffa, Tripoli di Siria, Alessandria e il Cairo). A Tiro fu costituita la nota "Società dei Vermigli" che si segnalò nella difesa della città contro l'attacco del Saladino nel 1187.
Estesa la sua influenza anche nelle isole maggiori del Tirreno (Sardegna dal 1207 al 1324, Corsica dal 1050 al 1295, le Baleari dal 1115 al 1184) dopo la sconfitta della Meloria del 1284, progressivamente il territorio divenne più continentale, limitandosi alla costa e all'immediato entroterra che da Migliarino arrivava fino a Piombino, con le isole Elba, Gorgona, Pianosa, Giglio e Giannutri e le exclaves di Castiglione della Pescaia e di Porto Ercole nell'Argentario.
Verso l'interno, in lotta perenne con Lucca, Firenze e Volterra, i suoi confini erano molto fluttuanti avendo come castelli contesi quelli di Buti, Palaia, Peccioli e la Val d'Era, Montopoli (fino al 1349), Laiatico, Chianni (fino al 1325), Santa Maria a Monte, Pontedera, Vecchiano. Le principali roccaforti erano la rocca della Verruca, presso Calci, che faceva da caposaldo del sistema difensivo montano sul confine lucchese che correva dall'antico lago di Bientina al Serchio con i castelli di Caprona, Vicopisano, Asciano, Agnano, San Giuliano. Sulla via fiorentina a sbarrare l'accesso verso Pisa c'era il castello di Cascina, teatro di importanti scontri con i fiorentini (vedi la famosa battaglia di Cascina), Castelnuovo in Val di Cecina fu conteso a lungo da Volterra.
L'importante porto pisano, chiave di tutta l'economia statale, era difeso da alcune torri sul mare e dal lato terra da un sistema fortificato di rocche sulle colline retrostanti (Lari come sede del capitanato delle Colline superiori, Crespina, Fauglia, Castellina, Rosignano e infine Livorno con il piano del Porto Pisano, essenziale sbocco per dominare il Mediterraneo occidentale), mentre la zona che intersecava l'Arno con la Valdera era difesa dai castelli di Appiano, Petriolo, Montecuccoli e infine, per ordine di fondazione, quello di Ponte di Sacco (1392).
Il territorio maremmano a sud del porto di Vada era amministrato in nome di Pisa dai conti pisani della Gherardesca con i castelli di Guardistallo, Bibbona, Riparbella, Casale, Donoratico, Montescudaio, Castagneto, Campiglia, Suvereto.
Incastonato fra Castagneto e Suvereto, aveva una certa importanza per la Repubblica il Castello della Sassetta, i cui Signori, appartenenti a un ramo della famiglia Orlandi, furono sempre fedeli alla patria pisana sino ad arrivare, nel 1494-1520, alla perdita del Feudo e all'estinzione della casata (cfr. Rinieri della Sassetta)

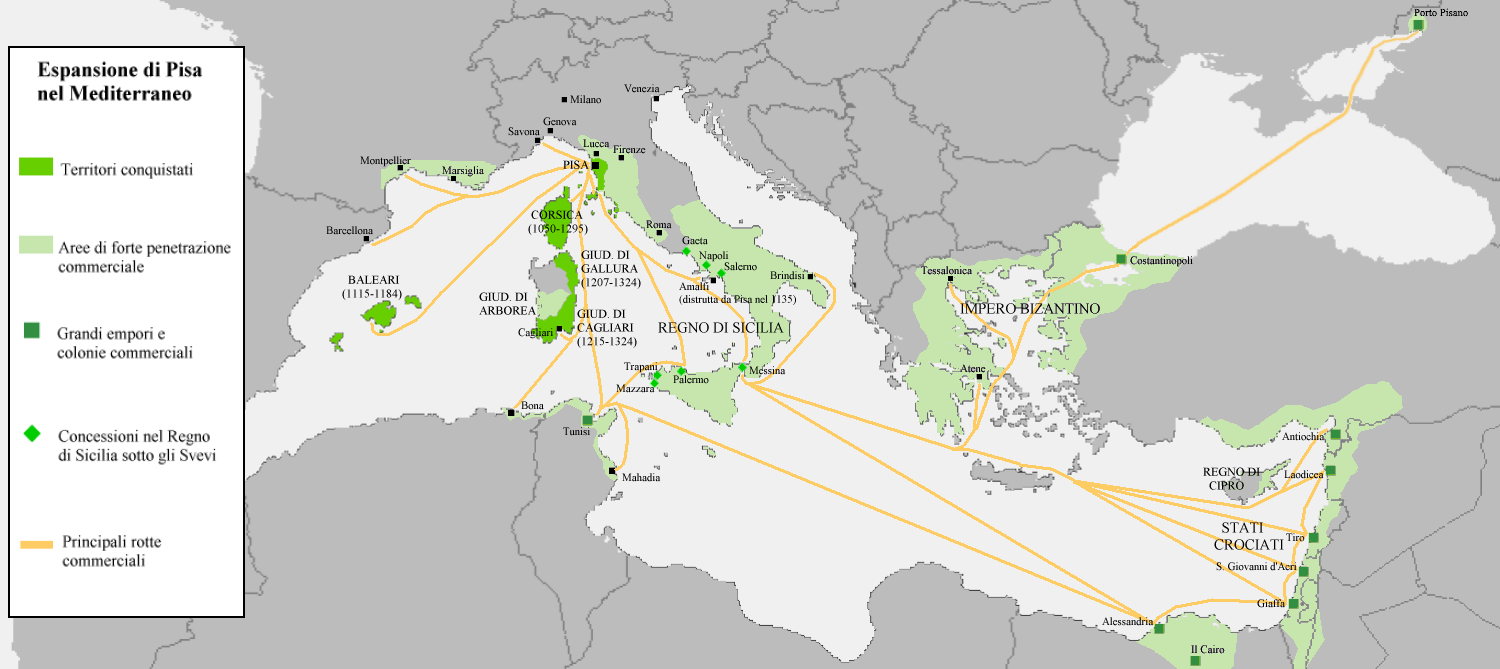
Massima espansione di Pisa nel Mar Mediterraneo

## Governanti della repubblica di Pisa
- Conte Giovanni Orlandi, 1063;
- Conte Ugolino della Gherardesca, 1285-1288;
- Nino Visconti, 1286-1288;
- Arcivescovo Ruggieri degli Ubaldini, 1288;
- Conte Guido da Montefeltro, 1289-1291, podestà;
- Consiglio degli Anziani, 1292-1312;
- Uguccione della Faggiola, 1313-1316, podestà;
- Conte Gherardo della Gherardesca di Donoratico, 1316-1324;
- Conte Ranieri della Gherardesca, 1324-1327;
- Conte Fazio Novello della Gherardesca, 1327-1341, signore della città e vicario imperiale;
- Conte Ranieri II della Gherardesca e Tinuccio della Rocca (tutore), 1341-47;
- Gabriele Bagarozzi Gherardeschi, 1345;
- Andrea Gambacorta, 1347-1354, capitano della città;
- Francesco Gambacorta, 1354-1355, doge della città;
- Marquardo di Randeck e Gualtieri di Hochschiltz, 1355-1364, vicari imperiali;
- Giovanni dell'Agnello, 1364-1368, doge;
- Pietro Gambacorti, 1369-1392, doge;
- Jacopo d'Appiano, 1392-1398, doge;
- Gherardo d'Appiano, 1398, doge;
- Duca Gian Galeazzo Visconti, 1399-1402;
- Gabriele Maria Visconti, 1402-1406.

## Fonti storiche
I Gesta triumphalia per Pisanos facta sono una delle poche fonti storiche disponibili riguardo alle imprese della Repubblica di Pisa al tempo della prima crociata. Furono scritti da un cittadino pisano, forse prelato, vissuto nella curia pontificia, non identificato con certezza assoluta.
L'opera fu ripresa da Bernardo Maragone (Pisa, n. fra il 1108 e il 1110 ca- m. fra il 1188 e il 9 giugno 1190) nei suoi Annali di storia pisana, a loro volta pubblicati nelle Rerum italicarum scriptores: raccolta degli storici italiani dal cinquecento al millecinquecento ordinate dal Muratori (1672-1750), e successivamente edite ai primi del XX secolo con il commento critico di Giosuè Carducci (1835-1907) e di Vittorio Fiorini (1860-1925).